# Phaonia monticola
Phaonia monticola är en tvåvingeart som beskrevs av Malloch 1918. Phaonia monticola ingår i släktet Phaonia och familjen husflugor. Inga underarter finns listade i Catalogue of Life.